# Lennart Philipson
Carl Lennart Philipson, född 1929, död 26 juni 2011, var en svensk professor i mikrobiologi vid avdelningen för cell- och molekylärbiologi vid Karolinska Institutet. Han har haft stor betydelse inom fältet både i Sverige och internationellt. Philipson var ledamot av Ingenjörsvetenskapsakademien och fick flera utmärkelser. Han är sonson till Walter Philipson och far till Tomas J. Philipson.

## Biografi
Lennart Philipson föddes i Stockholm 1929, studerade medicin vid Uppsala universitet och disputerade 1958. Han blev den förste innehavaren av professuren i mikrobiologi vid naturvetenskapliga fakulteten vid Uppsala universitet 1968. Hans forskning bedrevs först med fokus på poliovirus, men övergick sedan till adenovirus. Tidigt inledde han och andra forskare, såsom Nobelpristagaren i kemi Arne Tiselius, samarbeten över disciplinerna, något som var ovanligt då. Uppsala universitet var också tidiga med att forska i genteknik, framför allt studerades hur DNA:t kopieras i virus, hur onödigt DNA sållas bort och näraliggande områden. Gentekniken var dock smått skrämmande för allmänheten, så när Philipson ville bygga ett "risklaboratorium" blev han i veckopressen kallad "Frankenstein". Effekten blev dock att forskningen utfördes under högre säkerhetsnivåer, vilket i sin tur ledde till högre förtroende bland allmänheten, enligt Philipson.
1977 blev Philipson invald som ordinarie ledamot i Ingenjörsvetenskapsakademien (avdelning X/bioteknik). 1979 invaldes han i Vetenskapsakademien.
1982 flyttade Philipson till Heidelberg. Hans uppgift var att efterträda John C. Kendrew som chef för europeiska molekylärbiologiska laboratoriet (EMBL). Under Philipsons ledning studerade gruppen en av de tänkbara orsakerna till cancer, nämligen när de gener som stänger av celldelningen inte fungerar som de ska. Arbetet gick snabbt framåt och skedde ofta tvärvetenskapligt med experter inom elektronmikroskopi, konfokalmikroskopi, fettkemi och biologi. Philipsons styrka låg, enligt honom själv, i att hitta rätt kombinationer av forskartalanger. Posten hade han till 1993, då han efterträddes av Fotis C. Kafatos. Då hade han sedan ett år redan varit medlem i amerikanska National Academy of Sciences.
I slutet av 1990-talet flyttade Philipson till New York där han på uppdrag av New York University startade ett forskningslaboratorium med 40 forskargrupper, Skirball Institute of Biomolecular Medicine. 
När Philipson återvände till Sverige, blev han professor emeritus vid Karolinska institutet och fortsatte forska om bland annat adenovirus. Hans vän, Torgny T:son Segerstedt, rektor för Uppsala universitet, kallade honom vid ett tillfälle för "min dyre vän", med hänvisning till att Philipsons forskning alltid var dyr, delvis därför att den nästan alltid utvecklade forskningsfältet.
Han har också varit chef för Wallenberglaboratoriet i Uppsala, varit mycket aktiv i de svenska forskningsråden MFR och NFR samt Cancerfonden och var medlem sedan 2007 i Rotary. Vid sidan om sin forskning var Philipson också styrelseledamot i fyra bioteknikföretag.
2003 mottog Lennart Philipson Eric K Fernströms Nordiska Pris "för pionjärinsatser inom virologi särskilt vad gäller virusreceptorer, viral replikation och bildandet av mRNA genom splicing". Priset delades ut av Kung Carl XVI Gustaf och Dr Elisabeth Edholm Fernström. Året därpå förärades Philipson IVA:s Stora Guldmedalj "för att ha introducerat molekylärbiologi och genteknik inom högre svensk utbildning och forskning". 
Philipsons forskning har banat väg för antivirusmediciner, till exempel bromsmediciner för herpesvirus och HIV.